# Division Nationale (1958/1959)
21. sezon najwyższych w hierarchii piłkarskich rozgrywek ligowych we Francji, mających na celu wyłonienie mistrza tego kraju za sezon 1958/59.

## Tabela końcowa
|    | Klub                   | Pkt | M  | Z  | R  | P  | G+ | G- | +/- |  | Komentarz                      |
| -- | ---------------------- | --- | -- | -- | -- | -- | -- | -- | --- |  | ------------------------------ |
| 1  | OGC Nice               | 56  | 38 | 24 | 8  | 6  | 80 | 38 | +42 |  | Mistrz Francji Puchar Mistrzów |
| 2  | Nîmes Olympique        | 53  | 38 | 21 | 11 | 6  | 75 | 40 | +35 |  |                                |
| 3  | RC Paris               | 49  | 38 | 18 | 13 | 7  | 84 | 47 | +37 |  |                                |
| 4  | Stade de Reims         | 48  | 38 | 19 | 10 | 9  | 84 | 59 | +25 |  |                                |
| 5  | FC Sochaux-Montbéliard | 43  | 38 | 17 | 9  | 12 | 70 | 64 | +6  |  |                                |
| 6  | AS Saint-Etienne       | 40  | 38 | 16 | 8  | 14 | 68 | 73 | -5  |  |                                |
| 7  | Angers SCO             | 39  | 38 | 13 | 13 | 12 | 66 | 58 | +8  |  |                                |
| 8  | AS Monaco              | 39  | 38 | 14 | 11 | 13 | 52 | 51 | +1  |  |                                |
| 9  | Olympique Lyon         | 39  | 38 | 16 | 7  | 15 | 62 | 68 | -6  |  | Puchar Miast Targowych         |
| 10 | UA Sedan-Torcy         | 38  | 38 | 12 | 14 | 12 | 65 | 53 | +12 |  |                                |
| 11 | RC Strasbourg          | 38  | 38 | 14 | 10 | 14 | 65 | 76 | -11 |  |                                |
| 12 | Stade Rennais          | 36  | 38 | 13 | 10 | 15 | 61 | 61 | 0   |  |                                |
| 13 | US Valenciennes-Anzin  | 36  | 38 | 13 | 10 | 15 | 53 | 63 | -10 |  |                                |
| 14 | Toulouse FC            | 35  | 38 | 12 | 11 | 15 | 59 | 59 | 0   |  |                                |
| 15 | Limoges FC             | 34  | 38 | 12 | 10 | 16 | 48 | 57 | -9  |  |                                |
| 16 | RC Lens                | 32  | 38 | 12 | 8  | 18 | 56 | 66 | -10 |  |                                |
| 17 | FC Nancy               | 29  | 38 | 10 | 9  | 19 | 58 | 79 | -21 |  | Spadek do Division 2           |
| 18 | Lille OSC              | 29  | 38 | 9  | 11 | 18 | 56 | 78 | -22 |  | Spadek do Division 2           |
| 19 | Olympique Alès         | 24  | 38 | 8  | 8  | 22 | 45 | 83 | -38 |  | Spadek do Division 2           |
| 20 | Olympique Marsylia     | 23  | 38 | 6  | 11 | 21 | 50 | 84 | -34 |  | Spadek do Division 2           |

## Awans do Division 1
- Le Havre AC (zdobywca Coupe de France)
- Stade Français Paris
- SC Toulon
- Girondins Bordeaux

## Najlepsi strzelcy
| Miejsce | Piłkarz              | Narodowość       | Klub                   | Gole |
| ------- | -------------------- | ---------------- | ---------------------- | ---- |
| 1       | Thadée Cisowski      | Francja · Polska | RC Paris               | 30   |
| 2       | Hassan Akesbi        | Maroko           | Nîmes Olympique        | 24   |
| 2       | Just Fontaine        | Francja          | Stade de Reims         | 24   |
| 4       | Mahi Khennane        | Francja          | Stade Rennais          | 23   |
| 5       | Roger Piantoni       | Francja          | Stade de Reims         | 20   |
| 6       | Henri Skiba          | Francja · Polska | Nîmes Olympique        | 19   |
| -       | N'Ganga Samuel Edimo | Francja          | FC Sochaux-Montbéliard | 19   |
| -       | Antoine Groschulski  | Francja · Polska | RC Strasbourg          | 19   |
| 9       | Stéphane Bruey       | Francja          | Angers SCO             | 18   |
| -       | Jacques Foix         | Francja          | OGC Nice               | 18   |
| -       | Eugène Njo-Léa       | Francja          | AS Saint-Etienne       | 18   |
| -       | Ginès Liron          | Francja          | US Valenciennes-Anzin  | 18   |
| 13      | René Fatoux          | Francja          | Lille OSC              | 17   |
| 14      | Lucien Cossou        | Francja          | Olympique Lyon         | 16   |
| -       | Alberto Muro         | Argentyna        | OGC Nice               | 16   |

## Skład mistrzowskiej drużynyOGC Nice
Bramkarze
- Georges Lamia

Obrońcy
- André Chorda
- Alain Cornu
- César Hector Gonzales
- Alphonse Martinez
- Guy Poitevin

Pomocnicy
- Ferenc Kocsur
- François Milazzo
- Vincent Scanella

Napastnicy
- Jean-Pierre Alba
- Oumar Barrou
- Jacques Faivre
- Jacques Foix
- Alberto Muro
- Victor Nuremberg

Nieznana pozycja
- René Vergé

Trener
- Jean Luciano[1]